# Jenera, Ohio
Jenera, Ohio (енгл. Jenera) град је у америчкој савезној држави Охајо.

## Демографија
По попису из 2010. године број становника је 221, што је 14 (-6,0%) становника мање него 2000. године.
| Група             | 2000.       | 2010.       |
| Белци             | 229 (97,4%) | 217 (98,2%) |
| Афроамериканци    | 2 (0,9%)    | 0 (0,0%)    |
| Азијати           | 0 (0,0%)    | 0 (0,0%)    |
| Хиспаноамериканци | 1 (0,4%)    | 2 (0,9%)    |
| Укупно            | 235         | 221         |